# 勒萊·安德森
勒萊·安德森（英語：Leroy Anderson，1908年6月29日—1975年5月18日），近代美國作曲家，擅長譜寫篇幅短小但內容豐富的管絃樂團輕音樂。他的音樂之所以受到不少人認識，很大程度上是因為波士頓大眾管弦樂團時任指揮亞瑟·費德勒的推廣及灌錄成唱片。

## 生平
安德森出生於麻省劍橋，父母皆為瑞典移民。由於母親在教堂擔任管風琴手，安德森年幼時便在母親的指導開始學習音樂。及後前往新英格蘭音樂學院繼續學習。1925年考進哈佛大學，跟隨過多位著名音樂教授，包括了作曲家瓦爾特·辟斯頓及乔治·埃内斯库，1929年順利畢業，並在翌年考取了音樂文學碩士。之後安德森回到哈佛大學攻讀博士，但他所研究的項目不再是音樂，而是德語及北日耳曼語支，除了英語和瑞典語外，他亦能流暢地運用多種語言，包括丹麥語、挪威語、冰島語、德語、法語、意大利語及葡萄牙語。
在繼續進修以外，安德森在業餘時間則在所屬的公理會教堂擔任管風琴手和合唱團指揮，亦有在哈佛大學管樂團擔任指揮，1936年的一次表演，被亞瑟·費德勒所注意，及後費德勒邀請安德森提供他的原創作品作唱片灌錄，最後安德森於1938年分別完成了《爵士樂撥絃曲》（Jazz Pizzacato）和《爵士樂連奏曲》（Jazz Legato），兩首樂曲的長度剛好能收錄在78轉唱片的一面。翌年費德勒正式將他們都灌錄起來，收錄於唱片的B面。

## 作品節選
- 《滑雪橇》（Sleigh Bells，1948年），著名之聖誕音樂。
- 《打字機》（The Typewriter，1950），安德森將打字機作為獨奏樂器所寫之短小協奏曲。
- 《切分音時鐘》（The Syncopated Clock，1945年）
- 《小貓圓舞曲》（The Waltzing Cat，1950）
- 《驛馬車》（Horse and Buggy，1950）
- 《舞會美女》（Bell of the Ball，1951）
- 《藍調探戈》（Blue Tango，1951年）
- 《小號搖籃曲》（A Trumpeter's Lullaby，1949年）
- 《號角手的假期》（Bugler's Holiday，1954）
- 《A Christmas Festival》（1950年）改編了當時著名聖誕歌曲，成為不間斷的組曲。原為管弦樂團演奏（1950年6月12日首演[4]），後來也有管樂團、銅管樂團、弦樂團、室內樂等其他改編版本。

## 外部連結
- 勒萊·安德森的官方網頁 （页面存档备份，存于），由其遺孀所創立的基金會 （页面存档备份，存于）所營運。